# Donizeti Nogueira
Divino Donizeti Borges Nogueira (Prata, 15 de outubro de 1955) é um administrador e político brasileiro, filiado ao Partido dos Trabalhadores (PT).

## Biografia
Donizeti Nogueira é pai de quatro filhos. Nogueira iniciou sua militância no movimento da juventude de igreja nos anos 70. Filiou-se ao Partido dos Trabalhadores em 1983.
Em 2015 como suplente de Kátia Abreu ao Senado Federal assumiu a vaga de senador pelo Tocantins, uma vez que Kátia Abreu foi anunciada como nova Ministra  da Agricultura, Pecuária e Abastecimento.
Em novembro de 2015, votou contra a prisão de Delcídio Amaral.

## Ligações Externas
«Página do senador Donizeti Nogueira no Senado Federal». www25.senado.leg.br